# Eremisca gorodkovi
Eremisca gorodkovi är en tvåvingeart som beskrevs av Pavel Lehr 1964. Eremisca gorodkovi ingår i släktet Eremisca och familjen rovflugor. Inga underarter finns listade i Catalogue of Life.